# Jaap de Hoop Scheffer
Jakob (Jaap) Gijsbert de Hoop Scheffer (ur. 3 kwietnia 1948 w Amsterdamie) – holenderski polityk, długoletni parlamentarzysta, od 1997 do 2001 lider Apelu Chrześcijańsko-Demokratycznego (CDA), w latach 2002–2003 minister spraw zagranicznych Holandii, od 2004 do 2009 sekretarz generalny NATO.

## Życiorys
W 1974 ukończył studia prawnicze na Uniwersytecie w Lejdzie. W latach 1974–1976 odbywał służbę wojskową w ramach Królewskich Holenderskich Sił Powietrznych. Pracował następnie do 1986 w holenderskim Ministerstwie Spraw Zagranicznych. Początkowo zatrudniony w holenderskiej ambasadzie w Ghanie, następnie do 1978 do 1980 w stałym przedstawicielstwie przy Sojuszu Północnoatlantyckim w Brukseli, a później w sekretariacie kolejnych ministrów.
Od 1979 był członkiem socjalliberalnej partii Demokraci 66, w 1982 potem przeszedł do Apelu Chrześcijańsko-Demokratycznego. W 1986 po raz pierwszy został wybrany na posła do Tweede Kamer, uzyskiwał reelekcje w kolejnych wyborach, zasiadając w niższej izbie holenderskiego parlamentu do 2002. Był rzecznikiem CDA ds. zagranicznych, lijsttrekkerem partii (pierwszym numerem na liście wyborczej) i przewodniczącym frakcji parlamentarnej. 27 marca 1997 objął funkcję lidera politycznego swojego ugrupowania. Pełnił ją do 1 października 2001, kiedy to zastąpił go Jan Peter Balkenende.
Kiedy po wyborach w 2002 Apel Chrześcijańsko-Demokratyczny współtworzył nowy rząd, Jaap de Hoop Scheffer 22 lipca 2002 objął stanowisko ministra spraw zagranicznych w pierwszym gabinecie, którym kierował Jan Peter Balkenende. Pozostał na tym urzędzie również w jego drugim rządzie do 3 grudnia 2003. Od 1 stycznia do 3 grudnia 2003 pełnił również funkcję przewodniczącego OBWE.
Odszedł z rządu 3 grudnia 2003 w związku z nominacją na sekretarza generalnego NATO w miejsce George’a Robertsona. Stanowisko to zajmował od 5 stycznia 2004 do 1 sierpnia 2009. Po zakończeniu kadencji zajął się działalnością dydaktyczną jako wykładowca na Uniwersytecie w Lejdzie.

## Odznaczenia
- Krzyż Wielki Orderu Oranje-Nassau (Holandia) – 2009
- Oficer Orderu Oranje-Nassau (Holandia) – 2003
- Kawaler Orderu Oranje-Nassau (Holandia) – 2002
- Order Stara Płanina I klasy (Bułgaria) – 2009
- Wielki Order Króla Petara Krešimira IV (Chorwacja) – 2009
- Krzyż Wielki Orderu Krzyża Ziemi Maryjnej (Estonia) – 2009
- Krzyż Wielki Orderu Witolda Wielkiego (Litwa) – 2009
- Wielki Oficer Orderu Trzech Gwiazd (Łotwa) – 2004
- Krzyż Wielki Orderu Zasługi Rzeczypospolitej Polskiej – 2009[2]
- Krzyż Wielki Orderu Gwiazdy Rumunii (Rumunia) – 2004
- Order Podwójnego Białego Krzyża I klasy (Słowacja) – 2009
- Order za Wybitne Zasługi (Słowenia) – 2009
- Honorowy Rycerz Komandor Orderu św. Michała i św. Jerzego (Wielka Brytania) – 2009
- Krzyż Wielki Orderu Zasługi Republiki Włoskiej – 16 lutego 2009[3]